# Драйв (фильм, 2011)
«Драйв» (англ. Drive) — американский криминальный нео-нуарный триллер с элементами боевика датского режиссёра Николаса Виндинга Рефна с Райаном Гослингом в главной роли. Картина снята по одноимённому роману Джеймса Сэллиса, сценарий был написан Хуссейном Амини. Фильм является победителем Каннского кинофестиваля 2011 года в номинации «Лучшая режиссура». В США фильм вышел в прокат 16 сентября 2011 года, в России — 3 ноября.
Лента Рефна наполнена всевозможными отсылками к классике киноэкрана 1970—1980-х годов, в частности, к «Дню саранчи» и «Жить и умереть в Лос-Анджелесе». По признанию режиссёра, во время разработки «Драйва» он вдохновлялся фильмами «Выстрел в упор», «Двухполосное шоссе» и «Водитель». Утончённая операторская работа Ньютона Т. Сигела отдаёт дань уважения работам Жана-Пьера Мельвиля.
Картина была благосклонно воспринята большинством мировых кинокритиков, в особенности были отмечены актёрские работы Райана Гослинга и Альберта Брукса, а также крайне удачно подобранный музыкальный ряд. «Драйв» был одним из основных претендентов на премию «Оскар» в основных категориях, но киноакадемики выдвинули его в единственной технической номинации «Лучший звуковой монтаж». Сотрудничество Гослинга и Рефна позже вылилось в новый проект режиссёра — триллер «Только Бог простит» (2013), в котором Рефн продолжает развивать тематику, затронутую в «Драйве».

## Сюжет
Безымянный Водитель (Райан Гослинг) днём работает автомехаником и подрабатывает каскадёром, а по ночам занимается перевозками грабителей с мест преступлений. Его навыки вождения и аккуратность приходятся к месту, когда он помогает двум преступникам скрыться от полиции и довозит их до переполненного фанатами паркинга в «Стэйплс-центр», где как раз закончился баскетбольный матч команды Лос-Анджелес Клипперс. Успешно замаскировавшись под болельщика, в толпе он покидает стадион.
Водитель работает анонимно, никогда не помогая одним и тем же людям дважды. Он только перевозчик и не берёт в руки оружие. Условия сотрудничества единственные: на ограбление выделяется всего пять минут, после чего он уезжает.
Шэннон (Брайан Крэнстон) — владелец гаража, в котором днями работает Водитель. Шэннон видит явный талант Водителя к управлению автомобилями и просит 300 тысяч долларов у криминального авторитета Берни Роуза (Альберт Брукс). В качестве причины займа таких больших денег Шэннон называет покупку подержанного автомобиля для участия в автогонках. Роуз соглашается одолжить денег, но только если он сам понаблюдает за Водителем и увидит, на что тот способен. Бизнес-партнёром Берни является гангстер-еврей Нино (Рон Перлман), не доверяющий Шэннону.
В местном супермаркете Водитель знакомится с Айрин (Кэри Маллиган) и её сыном Бенисио (Кэйден Лиос), которые оказываются его соседями по дому. Позже Водитель начинает проводить больше времени с этой семьёй и даже ужинает вместе с вернувшимся из тюрьмы Стандардом (Оскар Айзек) — отцом Бенисио и мужем Айрин. Стандард, задолжавший деньги за крышевание (защиту в тюрьме от нападок других заключённых) албанскому гангстеру по кличке «Повар» (Джеймс Бибери), начинает тесно сотрудничать с Водителем после того, как тот предложил ему свою помощь в погашении долга. Люди Повара избивают Стандарда и угрожают ему расправой над Айрин и Бенисио, если тот не ограбит ломбард. Бланш (Кристина Хендрикс), девушка, работающая на Повара, также участвует в ограблении. Операция срывается, Бланш выносит деньги, но Стандарда убивают на выходе из здания. Водитель довозит Бланш до ближайшего мотеля и узнаёт у неё, кто причастен к провалу ограбления. Девушка признаётся, что Повар специально подстроил срыв операции для устранения Стандарда и захвата большего количества денег. После откровения Бланш в номер врываются двое мужчин и убивают её, прежде чем Водитель ликвидирует нападавших.
Водитель находит Повара в стрип-клубе, тот объясняет, что за всем этим стоял Нино, и просит его не убивать. Водитель отпускает его и отправляется на поиски Нино. В то же время Нино рассказывает Берни, что деньги, находившиеся в ломбарде, принадлежали мафии. В страхе мести Берни убивает Повара и приказывает Нино позаботиться о Водителе, тогда как сам Роуз обещает ликвидировать Шэннона.
В дом к Водителю Нино подсылает киллера, который не справляется с поставленной задачей и погибает в присутствии Айрин, забитый до смерти Водителем. Берни Роуз смертельно ранит Шэннона опасной бритвой, смерть которого в собственном гараже застаёт Водитель.
Водитель преследует Нино и сбрасывает его машину с обрыва. Тяжело раненый, тот вылезает из машины и бросается в океан, где его топит Водитель, затем он звонит Роузу и договаривается о встрече в китайском ресторане. Водитель делает последний звонок Айрин, в котором прощается с ней и благодарит за всё, что между ними было. В ресторане Роуз обещает Водителю, что Айрин и Бенисио будут в безопасности, если тот отдаст похищенные из ломбарда деньги. Водитель говорит, что деньги находятся в багажнике его машины. Они отправляются на парковку, Водитель отдаёт преступнику деньги, после чего Берни всаживает тому нож в живот. Раненый Водитель убивает Роуза ответным ударом ножа в область сердца и с трудом садится в машину. В тот же вечер Айрин стучится в дверь квартиры Водителя, но не дожидается никакого ответа. Конец фильма остаётся открытым и неопределённым — Водитель уезжает из ночного города на своём автомобиле, оставив злополучную сумку с деньгами рядом с убитым Берни Роузом.

## В ролях
| Актёр             | Роль              |
| ----------------- | ----------------- |
| Райан Гослинг     | Водитель          |
| Кэри Маллиган     | Айрин             |
| Брайан Крэнстон   | Шэннон            |
| Альберт Брукс     | Берни Роуз        |
| Оскар Айзек       | Стандард Габриэль |
| Кристина Хендрикс | Бланш             |
| Рон Перлман       | Нино              |
| Кэйден Лиос       | Бенисио           |
| Джеймс Бибери     | Повар             |
| Тайара Паркер     | Синди             |
| Расс Тэмблин      | Док               |

## Производство

### Разработка

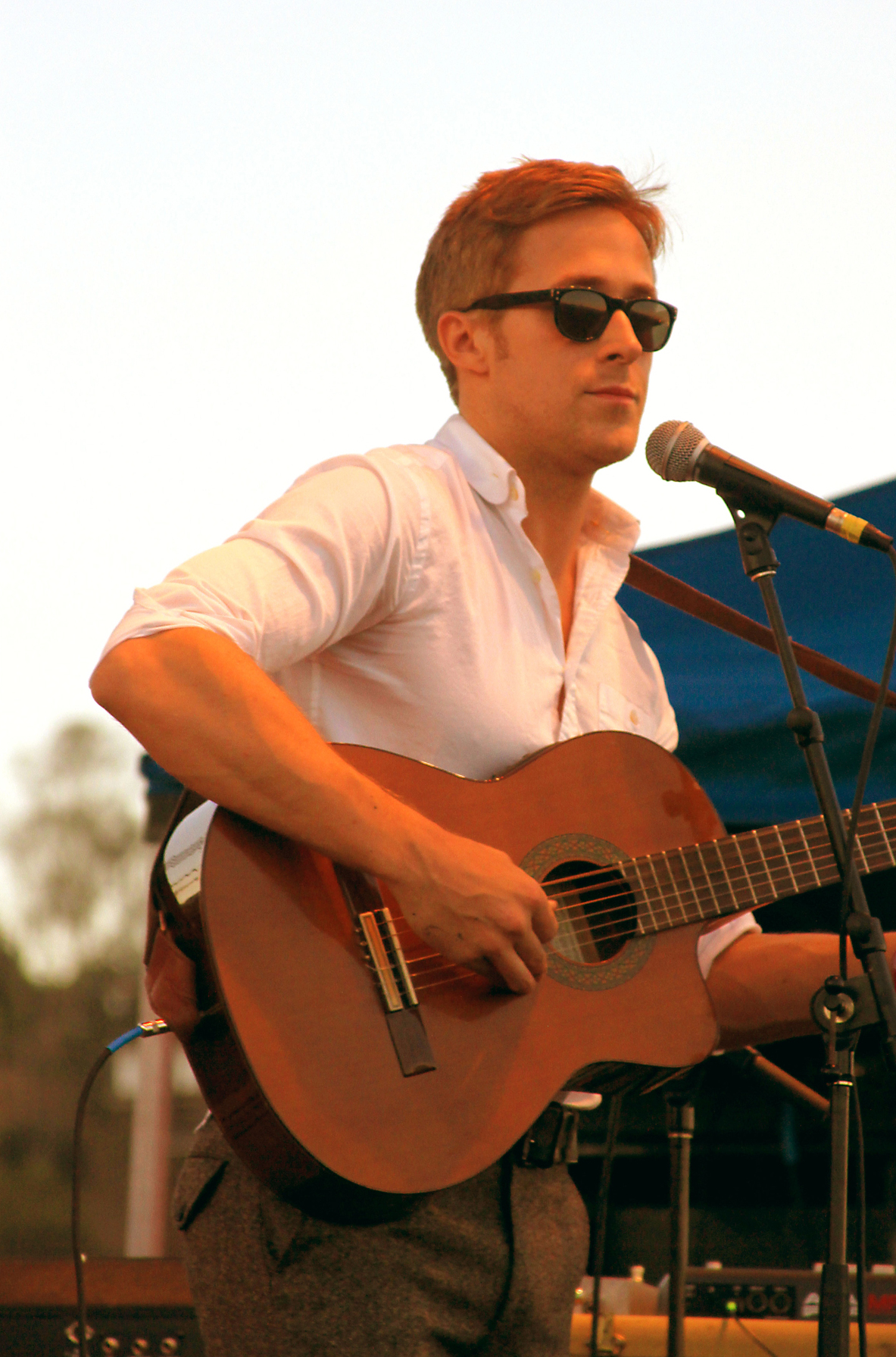
Райан Гослинг на концерте своей музыкальной группы

В 2005 году вышел роман Джеймса Саллиса «Драйв». Продюсеры Марк Платт и Адам Сигел из Marc Platt Productions выбрали роман после того, как Сигел прочитал рецензии в еженедельном журнале Publishers Weekly. Персонаж Водителя заинтриговал Сигела, поскольку он счел, что это тот персонаж, которого «сейчас редко встретишь», отметив у него наличие определенной цели в жизни. Платт также отметил, что главный герой романа напоминает киногероев, на которых он равнялся в детстве, персонажей, которых обычно изображали Стив МакКуин или Клинт Иствуд.
Впервые об экранизации романа было объявлено в начале 2008 года, когда Нил Маршалл был назначен режиссером предстоящего фильма, который представлял бы из себя «детективный боевик на съëмочной площадке Лос-Анджелеса», а в главной роли должен был сняться Хью Джекман. Universal Studios также была вовлечена в проект и намеревалась снять полноценную киноверсию, однако к февралю 2010 года Маршалл и Джекман уже не имели никаких связей с проектом.
Сразу же после того, как Маршалл и Джекман покинули проект, Платт связался с Райаном Гослингом, который ранее не принимал участия в подобного рода фильмах, и предложил актеру роль в фильме. Гослинг взял два дня на раздумья и принял предложение продюсера, отметив, что его привлек главный герой и сюжет, в котором упор идёт не на экшен, а на персонажа.
После того, как Гослинг был утверждён на главную роль, ему разрешили выбрать режиссёра фильма. Гослинг в свою очередь выбрал Николаса Виндинга Рефна, работами которого восхищался, отметив в дальнейшем, что «другого выбора не было». После того как Рефн был утверждён в качестве режиссёра картины, тот сразу же взялся за прочтение сценарных набросков, однако Гослинг переживал, что Рефн откажется от работы над фильмом, поскольку ранее режиссёр не снимал подобного рода картины, однако Рефна заинтриговала концепция Многостороннего человека, который днем является каскадёром, а ночью — водителем, в чем и заключался общий сюжет фильма. В итоге было решено, что режиссировать картину будет Рефн .

## Саундтрек
Рефн выбрал Джонни Джуэла из Desire и Chromatics для написания музыки к фильму. Джонни хотел, чтобы электронная музыка была абстрактной, чтобы зрители могли видеть мир с точки зрения Водителя. Когда Рефн просматривал каталог работ Джуэла, он выбрал «Under Your Spell» и «Tick of the Clock». Во время кульминации фильма играет ключевая песня «A Real Hero» о становлении «настоящим человеком и настоящим героем», потому что именно тогда Водитель проявляет обе эти характеристики.
Хотя в саундтреке использовалась музыка Джонни Джуэла, в последнюю минуту студия наняла композитора Клиффа Мартинеса, чтобы тот имитировал стиль и атмосферу групп Джуэла Chromatics и Glass Candy. Рефн дал образцы песен, которые ему понравились, и попросил Мартинеса подражать звучанию, в результате чего получился «своего рода синтезаторный европоп в стиле ретро 80-х». Монтажёр Мэт Ньюман предложил песню для вступительных титров «Nightcall» французского электронного музыканта Kavinsky. Бо́льшая часть саундтрека была написана Мартинесом. Рефн был особым поклонником его эмбиентной музыки в саундтреке к фильму «Секс, ложь и видео».
Джуэл переработал свой неиспользованный саундтрек в Themes for an Imaginary Film, дебютный альбом его стороннего проекта Symmetry.
CD Drive (Original Motion Picture Soundtrack) был выпущен Lakeshore Records 27 сентября 2011 года и получил положительные рецензии. Отмечалось, что фильм не достиг бы нужной атмосферы без данной музыки.
В октябре 2014 года саундтрек был переработан для трансляции фильма на телеканале BBC. В новом саундтреке была включена музыка таких исполнителей, как Chvrches, Banks, Bastille, Эрик Придз, SBTRKT и Лора Мвула.
| №   | Название                      | Автор/исполнитель            | Длительность |
| --- | ----------------------------- | ---------------------------- | ------------ |
| 1.  | «Nightcall»                   | Kavinsky, Lovefoxxx          | 4:19         |
| 2.  | «Under Your Spell»            | Desire                       | 3:52         |
| 3.  | «A Real Hero»                 | College, Electric Youth      | 4:27         |
| 4.  | «Oh My Love»                  | Риц Ортолани, Катина Раньери | 2:50         |
| 5.  | «Tick of the Clock»           | Chromatics                   | 4:48         |
| 6.  | «Rubber Head»                 | Клифф Мартинес               | 3:08         |
| 7.  | «I Drive»                     | Клифф Мартинес               | 2:03         |
| 8.  | «He Had a Good Time»          | Клифф Мартинес               | 1:37         |
| 9.  | «They Broke His Pelvis»       | Клифф Мартинес               | 1:58         |
| 10. | «Kick Your Teeth»             | Клифф Мартинес               | 2:40         |
| 11. | «Where’s the Deluxe Version?» | Клифф Мартинес               | 5:32         |
| 12. | «See You in Four»             | Клифф Мартинес               | 2:37         |
| 13. | «After the Chase»             | Клифф Мартинес               | 5:25         |
| 14. | «Hammer»                      | Клифф Мартинес               | 4:44         |
| 15. | «Wrong Floor»                 | Клифф Мартинес               | 1:31         |
| 16. | «Skull Crushing»              | Клифф Мартинес               | 5:57         |
| 17. | «My Name on a Car»            | Клифф Мартинес               | 2:19         |
| 18. | «On the Beach»                | Клифф Мартинес               | 5:57         |
| 19. | «Bride of Deluxe»             | Клифф Мартинес               | 3:57         |

## Влияние
Фильм послужил большим источником вдохновения для разработчиков игры Hotline Miami. Имя Николаса Виндинга Рефна упомянуто в отдельной графе в титрах.

## Критика
Фильм получил по большей части положительные отзывы: на ноябрь 2022 года Rotten Tomatoes дал оценку 93 % на основе 275 отзывов от критиков (средняя оценка 8,3/10) и 79 % от зрителей со средней оценкой 3,9/5 (на основе 118 764 голосов), Internet Movie Database — 7,8/10 (на основе 559 000 голосов), Metacritic — 78/100 (43 отзыва критиков) и 8,1/10 от зрителей (на основе 1562 голосов).

## Награды и номинации
| Год  | Премия                                                    | Категория                              | Лауреаты и номинанты                                           | Итог                          |
| ---- | --------------------------------------------------------- | -------------------------------------- | -------------------------------------------------------------- | ----------------------------- |
| 2011 | Каннский кинофестиваль                                    | «Золотая пальмовая ветвь»              |                                                                | Номинация                     |
| 2011 | Каннский кинофестиваль                                    | Приз за лучшую режиссёрскую работу     | Николас Виндинг Рефн                                           | Победа                        |
| 2011 | Премия круга кинокритиков Нью-Йорка                       | «Лучшая мужская роль второго плана»    | Альберт Брукс                                                  | Победа                        |
| 2011 | Премия британского независимого кино                      | «Лучший независимый иностранный фильм» |                                                                | Номинация                     |
| 2011 | Премия общества кинокритиков Вашингтона                   | «Лучший фильм»                         |                                                                | Номинация                     |
| 2011 | Премия общества кинокритиков Вашингтона                   | «Лучшая режиссёрская работа»           | Николас Виндинг Рефн                                           | Номинация                     |
| 2011 | Премия общества кинокритиков Вашингтона                   | «Лучшая мужская роль второго плана»    | Альберт Брукс                                                  | Победа                        |
| 2011 | Премия общества кинокритиков Вашингтона                   | «Лучшая музыка»                        | Клифф Мартинес                                                 | Номинация                     |
| 2011 | Премия общества кинокритиков Бостона                      | «Лучшая мужская роль второго плана»    | Альберт Брукс                                                  | Победа                        |
| 2011 | Премия общества кинокритиков Бостона                      | «Лучшая музыка»                        | Клифф Мартинес                                                 | Победа совместно с «Артистом» |
| 2011 | Премия круга кинокритиков Сан-Франциско                   | «Лучшая мужская роль второго плана»    | Альберт Брукс                                                  | Победа                        |
| 2011 | Премия ассоциации кинокритиков Лос-Анджелеса              | «Лучшая музыка»                        | Клифф Мартинес                                                 | Номинация                     |
| 2011 | Премия общества кинокритиков Сан-Диего                    | «Лучший фильм»                         |                                                                | Номинация                     |
| 2011 | Премия общества кинокритиков Сан-Диего                    | «Лучшая режиссёрская работа»           | Николас Виндинг Рефн                                           | Победа                        |
| 2011 | Премия общества кинокритиков Сан-Диего                    | «Лучшая операторская работа»           | Ньютон Томас Сигел                                             | Номинация                     |
| 2011 | Премия общества кинокритиков Сан-Диего                    | «Лучшая мужская роль второго плана»    | Альберт Брукс                                                  | Номинация                     |
| 2011 | Премия общества кинокритиков Сан-Диего                    | «Лучший адаптированный сценарий»       | Хуссейн Амини                                                  | Номинация                     |
| 2011 | Премия общества кинокритиков Сан-Диего                    | «Лучший монтаж»                        | Мэт Ньюман                                                     | Номинация                     |
| 2011 | Премия общества кинокритиков Детройта                     | «Лучшая мужская роль второго плана»    | Альберт Брукс                                                  | Номинация                     |
| 2011 | Премия общества кинокритиков Лас-Вегаса                   | «Лучшая мужская роль второго плана»    | Альберт Брукс                                                  | Победа                        |
| 2011 | Премия общества кинокритиков Хьюстона                     | «Лучший фильм»                         |                                                                | Номинация                     |
| 2011 | Премия общества кинокритиков Хьюстона                     | «Лучшая режиссёрская работа»           | Николас Виндинг Рефн                                           | Победа                        |
| 2011 | Премия общества кинокритиков Хьюстона                     | «Лучшая операторская работа»           | Ньютон Томас Сигел                                             | Номинация                     |
| 2011 | Премия общества кинокритиков Хьюстона                     | «Лучшая мужская роль второго плана»    | Альберт Брукс                                                  | Победа                        |
| 2011 | «Спутник»                                                 | «Лучший фильм»                         |                                                                | Номинация                     |
| 2011 | «Спутник»                                                 | «Лучшая режиссёрская работа»           | Николас Виндинг Рефн                                           | Победа                        |
| 2011 | «Спутник»                                                 | «Лучшая мужская роль»                  | Райан Гослинг                                                  | Победа                        |
| 2011 | «Спутник»                                                 | «Лучшая мужская роль второго плана»    | Альберт Брукс                                                  | Победа                        |
| 2011 | «Спутник»                                                 | «Лучшая операторская работа»           | Ньютон Томас Сигел                                             | Номинация                     |
| 2011 | «Спутник»                                                 | «Лучшая музыка»                        | Клифф Мартинес                                                 | Номинация                     |
| 2011 | «Спутник»                                                 | «Лучший монтаж»                        | Мэт Ньюман                                                     | Номинация                     |
| 2011 | «Спутник»                                                 | «Лучший звук»                          | Дэйв Паттерсон, Лон Бендер, Роберт Фернандес, Виктор Рэй Эннис | Победа                        |
| 2011 | Премия ассоциации кинокритиков Чикаго                     | «Лучший фильм»                         |                                                                | Номинация                     |
| 2011 | Премия ассоциации кинокритиков Чикаго                     | «Лучшая режиссёрская работа»           | Николас Виндинг Рефн                                           | Номинация                     |
| 2011 | Премия ассоциации кинокритиков Чикаго                     | «Лучшая операторская работа»           | Ньютон Томас Сигел                                             | Номинация                     |
| 2011 | Премия ассоциации кинокритиков Чикаго                     | «Лучшая мужская роль второго плана»    | Альберт Брукс                                                  | Победа                        |
| 2011 | Премия ассоциации кинокритиков Чикаго                     | «Лучший адаптированный сценарий»       | Хуссейн Амини                                                  | Номинация                     |
| 2011 | Премия ассоциации кинокритиков Чикаго                     | «Лучшая музыка»                        | Клифф Мартинес                                                 | Победа                        |
| 2012 | Премия национального общества кинокритиков США            | «Лучшая мужская роль второго плана»    | Альберт Брукс                                                  | Победа                        |
| 2012 | Премия круга кинокритиков Нью-Йорка                       | «Лучшая мужская роль второго плана»    | Альберт Брукс                                                  | Победа                        |
| 2012 | Премия общества кинокритиков Денвера                      | «Лучшая мужская роль второго плана»    | Альберт Брукс                                                  | Номинация                     |
| 2012 | «Выбор критиков»                                          | «Лучший фильм»                         |                                                                | Номинация                     |
| 2012 | «Выбор критиков»                                          | «Лучший боевик»                        |                                                                | Победа                        |
| 2012 | «Выбор критиков»                                          | «Лучшая режиссёрская работа»           | Николас Виндинг Рефн                                           | Номинация                     |
| 2012 | «Выбор критиков»                                          | «Лучшая операторская работа»           | Ньютон Томас Сигел                                             | Номинация                     |
| 2012 | «Выбор критиков»                                          | «Лучшая мужская роль»                  | Райан Гослинг                                                  | Номинация                     |
| 2012 | «Выбор критиков»                                          | «Лучшая мужская роль второго плана»    | Альберт Брукс                                                  | Номинация                     |
| 2012 | «Выбор критиков»                                          | «Лучшая музыка»                        | Клифф Мартинес                                                 | Номинация                     |
| 2012 | «Выбор критиков»                                          | «Лучший монтаж»                        | Мэт Ньюман                                                     | Номинация                     |
| 2012 | Премия общества кинокритиков Невады                       | «Лучшая мужская роль второго плана»    | Альберт Брукс                                                  | Победа                        |
| 2012 | «Золотой глобус»                                          | «Лучшая мужская роль второго плана»    | Альберт Брукс                                                  | Номинация                     |
| 2012 | Премия Лондонского кружка кинокритиков                    | «Лучший фильм»                         |                                                                | Номинация                     |
| 2012 | Премия Лондонского кружка кинокритиков                    | «Лучшая режиссёрская работа»           | Николас Виндинг Рефн                                           | Номинация                     |
| 2012 | Премия Лондонского кружка кинокритиков                    | «Лучшая мужская роль»                  | Райан Гослинг                                                  | Номинация                     |
| 2012 | Премия Лондонского кружка кинокритиков                    | «Лучшая мужская роль второго плана»    | Альберт Брукс                                                  | Номинация                     |
| 2012 | Премия Лондонского кружка кинокритиков                    | «Лучшая британская актриса»            | Кэри Маллиган                                                  | Номинация                     |
| 2012 | Премия Лондонского кружка кинокритиков                    | «Лучшая музыка»                        | Клифф Мартинес                                                 | Номинация                     |
| 2012 | Премия Австралийской академии кинематографа и телевидения | «Лучшая режиссёрская работа»           | Николас Виндинг Рефн                                           | Номинация                     |
| 2012 | Премия ирландского кинематографа и телевидения            | «Лучший интернациональный фильм»       |                                                                | Номинация                     |
| 2012 | Премия ирландского кинематографа и телевидения            | «Лучший интернациональный актёр»       | Райан Гослинг                                                  | Победа                        |
| 2012 | BAFTA                                                     | «Лучший фильм»                         |                                                                | Номинация                     |
| 2012 | BAFTA                                                     | «Лучшая режиссура»                     | Николас Виндинг Рефн                                           | Номинация                     |
| 2012 | BAFTA                                                     | «Лучшая женская роль второго плана»    | Кэри Маллиган                                                  | Номинация                     |
| 2012 | BAFTA                                                     | «Лучший монтаж»                        | Мэт Ньюман                                                     | Номинация                     |
| 2012 | «Независимый дух»                                         | «Лучший фильм»                         |                                                                | Номинация                     |
| 2012 | «Независимый дух»                                         | «Лучший режиссёр»                      | Николас Виндинг Рефн                                           | Номинация                     |
| 2012 | «Независимый дух»                                         | «Лучшая мужская роль»                  | Райан Гослинг                                                  | Номинация                     |
| 2012 | «Независимый дух»                                         | «Лучшая мужская роль второго плана»    | Альберт Брукс                                                  | Номинация                     |
| 2012 | «Оскар»                                                   | «Лучший звуковой монтаж»               |                                                                | Номинация                     |